# آق‌بلاغ حسن‌آباد
آق‌بلاغ حسن‌آباد یک منطقهٔ مسکونی در ایران است که در دهستان انگوران واقع شده‌است. براساس سرشماری مرکز آمار ایران در سال ۱۳۹۵، آق‌بلاغ حسن‌آباد ۵۹ نفر جمعیت دارد.